# Counter-Strike: Global Offensive
Counter-Strike: Global Offensive (CS:GO) je multiplayerová taktická střílečka z pohledu první osoby, kterou vyvinula společnost Valve ve spolupráci se studiem Hidden Path Entertainment. Jedná se v pořadí o čtvrtý titul v sérii Counter-Strike. Hra byla více než dva roky ve vývoji a vyšla v srpnu 2012 pro operační systémy OS X, PlayStation 3, Microsoft Windows a Xbox 360 a v roce 2014 pro Linux.
Hra obsahuje například předělané verze klasických map, ale také úplně nové mapy, postavy a herní módy. Aktualizace, která byla vydána 6. prosince 2018, umožnila hru hrát jako free to play zdarma. Uživatelé, kteří hru zakoupili před tímto datem, mají možnost získat, po ověření svého účtu, status „Prime“, který jim umožňuje hrát na serverech vyhrazených pro hráče s tímto statusem a získat pozici v systému ranků (hodnocení hráčů dle jejich schopností ve hře). Status „Prime“ je dostupný i pro nové hráče, ale ti si ho musí zakoupit (v minulosti byla také možnost dosáhnout pro jeho získání určitého levelu). Navíc nová verze představila režim battle royale nazvaný „Danger Zone“.
V březnu 2023 byla oznámena významná aktualizace hry založená na novějším enginu Source 2. Beta testování započalo již v den oznámení. Kromě významných grafických vylepšení přináší také změny v chování některých granátů, vylepšení zvuků i přechod na novější systém tick-rate. Vyšla pod názvem Counter-Strike 2 27. září téhož roku.

## Hratelnost
Global Offensive je, stejně jako jeho předchůdci v sérii Counter-Strike, střílečkou z pohledu první osoby pro více hráčů. V herních módech proti sobě stojí dva týmy, Teroristé a Counter-Teroristé, které plní předem určené úkoly. Jsou jimi například položení nebo zneškodnění bomby a záchrana nebo únos rukojmích. Hráči jsou na konci každého z kol odměněni dle jejich individuálních a týmových výkonů herní měnou, za kterou si mohou nakupovat potřebné zbraně či vybavení. Hráči většinou získávají za vyhrané kolo větší množství peněz než za prohrané a za plnění úkolů, včetně zabíjení nepřátel, dostávají další bonusy.
Global Offensive má devět oficiálních herních režimů: Competitive (kompetitivní), Casual (nenáročný), Deathmatch, Arms Race, Demolition, Wingman (bratr ve zbrani), Flying Scoutsman, Retakes (přetahovaná) a Danger Zone (zóna smrti). V kompetitivním režimu, jenž je základem hratelnosti, jsou proti sobě postaveny dva týmy po pěti hráčích v zápasech trvajících maximálně 30 kol. Hraním kompetitivního režimu je hráčům udělena dovednostní skupina založená na systému hodnocení Glicko; do zápasů jsou řazeni s hráči s podobnou hodností. Nenáročný režim a Deathmatch jsou méně vážné než kompetitivní režim a není v nich povolena spřátelená palba. Oba slouží především jako tréninkový nástroj. Do hry byly též přidány režimy Arms Race a Demolition, které jsou založeny na modech z předchozích dílů série, a to společně s osmi novými mapami. Arms Race je variantou modu zvaného „Gun Game“, v němž hráči musí zabíjet protihráče a postupně tak vylepšovat své zbraně. V herním režimu Demolition je nutné zneškodnit/položit bombu s tím rozdílem, že si hráči mohou vylepšit zbraně v případě, pokud v předchozím kole zabili nepřítele. Wingman je podobný kompetitivnímu režimu a hráči jsou v rámci něj řazeni do jednotlivých zápasů dle svých dovednostních skupin. Proti sobě však stojí pouze týmy o dvou hráčích a počet kol je omezen na 16. Režim Flying Scoutsman je hrán na mapě se sníženou gravitací a hráči jsou vybaveni odstřelovací puškou SSG 08 (přezdívanou „Scout“ ) a nožem. V Retakes se tři Teroristé snaží ubránit již položenou bombu před čtyřmi Counter-Teroristy. Hráči si na začátku každého kola vybírají z automaticky generované nabídky vybavení. Danger Zone je režim ve stylu battle royale, ve kterém proti sobě stane 18 hráčů, a to buď jako jednotlivci, nebo v týmech po dvou. Hledají zbraně, vybavení a peníze ve snaze zůstat poslední. Společnost Valve zahrnula do hry též tutoriálovou mapu zvanou Weapons Course (trénink se zbraněmi), jež měla hráčům pomoci naučit se ovládat zbraně a používat granáty. Kromě tohoto tutoriálu a režimu Danger Zone lze všechny ostatní herní módy hrát online nebo offline s boty.
Zbraně, jež hráči mohou zakoupit, jsou rozděleny do pěti kategorií: pušky, samopaly, těžké zbraně (lehké kulomety a brokovnice), pistole a granáty. U každé zbraně dochází ke zpětnému rázu, který hráči mohou kontrolovat; jedná se o herní prvek, s nímž je série již dlouho spojována. Ve hře se mimo jiné objevily zbraně a vybavení, které předchozí díly neobsahovaly, včetně taserů a zápalných granátů.
Všechny online herní režimy obsahují systém matchmakingu, jenž je spravován prostřednictvím platformy Steam. Na herních serverech je spuštěna proticheatovací ochrana Valve Anti-Cheat. Jednou z forem zabraňující podvádění je tzv. Prime Matchmaking, v němž se odehrávají zápasy, které lze hrát pouze s jinými uživateli se statusem „Prime“. Zápasy by díky němu měly být vyrovnanější, například by se v nich nemělo objevovat tolik „smurferů“. Verze hry Global Offensive pro osobní počítače podporuje tvorbu vlastních serverů, ke kterým se hráči mohou připojit prostřednictvím nabídky komunitních serverů v menu hry. Tyto servery mohou být značně upravené a mohou se výrazně lišit od základních herních režimů. Pro hru vznikla řada komunitních modů, jedním z nich je například surfování.

## Vývoj a vydání
Counter-Strike: Global Offensive je pokračováním střílečky z pohledu první osoby Counter-Strike: Source, kterou vyvinula společnost Valve. Jeho vývoj začal v době, kdy se studio Hidden Path Entertainment pokoušelo portovat Source na herní konzole. Valve vidělo příležitost udělat z portu plnohodnotnou hru a rozšířit hratelnost předchůdce. Vývoj titulu byl zahájen v březnu 2010 a veřejnosti byl odhalen 12. srpna 2011. Uzavřená beta byla spuštěna 30. listopadu 2011 a přístup do ní byl zpočátku omezen pro přibližně deset tisíc lidí, jež obdrželi klíč na událostech určených k prezentaci titulu. Před jejím spuštěním pozvalo Valve profesionální hráče Counter-Striku, aby si hru vyzkoušeli a poskytli zpětnou vazbu. Poté, co vývojáři vyřešili stabilitu serverů, byla beta verze zpřístupněna většímu počtu lidí.
V roce 2012 Valve na události E3 oznámilo, že hra Global Offensive bude vydána 21. srpna 2012. Beta se všem hráčům zpřístupnila dva týdny před tímto datem. Hra vyšla na platformách Microsoft Windows, OS X, Xbox 360 a PlayStation 3 kromě Linuxu, na kterém se objevila až 23. září 2014. V plánu bylo umožnit hraní mezi všemi systémy, od něj se však upustilo, aby bylo možné aktivně aktualizovat verze pro osobní počítače.

### Obsah po vydání
Hra umožňuje uživatelům vyzkoušet také mapy ze Steam Workshopu, kam může každý publikovat svůj výtvor a sdílet ho s komunitou.
Operace jsou tří až pětiměsíční akce CS:GO. Pro odemčení všech částí operace je nutno zakoupit odznak. Zakoupením odznaku hráči dostávají nejen možnost zahrát si exkluzivní mapy v kompetitivním módu, ale i šanci na získání dražších skinů po splnění jednotlivých misí.
| Název operace | Datum začátku      | Datum ukončení     | Exkluzivní mapy                                                               |
| ------------- | ------------------ | ------------------ | ----------------------------------------------------------------------------- |
| Payback       | 26. dubna 2013     | 31. srpna 2013     | Favela, Library, Seaside, Downtown, Motel, Museum, Thunder                    |
| Bravo         | 19. září 2013      | 5. února 2014      | Ali, Cache, Chinatown, Cobblestone, Gwalior, Overpass, Ruins, Agency, Siege   |
| Phoenix       | 20. února 2014     | 11. června 2014    | Ali, Cache, Favela, Seaside, Agency, Downtown, Motel, Thunder                 |
| Breakout      | 1. července 2014   | 2. října 2014      | Black Gold, Castle, Mist, Overgrown, Insertion, Rush                          |
| Vanguard      | 11. listopadu 2014 | 31. března 2015    | Bazaar, Facade, Marquis, Season, Train, Backalley, Workout                    |
| Bloodhound    | 26. května 2015    | 1. října 2015      | Crashsite (2 verze), Log, Rails, Resort, Season, ZOO, Agency                  |
| Wildfire      | 17. února 2016     | 15. července 2016  | Coast, Empire, Mikla, Nuke, Royal, Santorini, Tulip, Cruise, Phoenix Compound |
| Hydra         | 23. května 2017    | 13. listopadu 2017 | Austria, Black Gold, Lite, Shipped, Thrill, Agency, Insertion, Dizzy, Rialto  |
| Shattered web | 18. listopadu 2019 | 30. března 2020    | Studio, Lunacy, Jungle                                                        |
| Broken Fang   | 3. prosince 2020   | 3. května 2021     | Ancient, Engage, Apollo, Elysion, Guard, Frostbite                            |
| Riptide       | 21. září 2021      | 21. února 2022     | Basalt, Insertion II, Ravine, Extraction, County                              |

Poznámky:
1. ↑  V tabulce jsou uvedena data skutečného ukončení operace, některé z nich byly pro velký zájem prodlouženy.
2. ↑  Mapy označené kurzívou jsou určeny pro mód hry s rukojmími, mapy vyznačené tučně si hráči mohou zahrát na oficiálních serverech do dnešního dne (mapy jsou součástí aktivní služby nebo jiné skupiny) a podtržené mapy jsou určeny pro speciální herní mód (Rialto pro mód Bratr ve Zbrani, Dizzy pro mód Flying Scoutsman a Phoenix Compound pro ko-operační mise v operaci Wildfire). Mapy bez formátování (případně vyznačené tučně) používají mód hry s bombou.

## Progaming
CS:GO se řadí mezi nejpopulárnější hry na světě, na světě existují desetitisíce profesionálních hráčů a tisíce týmů.
CS:GO Major Championship (zkracováno na „Major“) jsou turnaje sponzorované Valve. Prvním CS:GO Majorem byl v roce 2013 DreamHack Winter.

### Významné turnaje
- ELEAGUE – S1 • S2 • Major 2017 • Major 2018
- ESL One
  - Cologne (2014 • 2015 • 2016 • 2017 • 2018 • 2019)
  - New York (2016 • 2017 • 2018 • 2019)
  - Katowice (2015)
- ESL Pro League – S1 • S2 • S3 • S4 • S5 • S6 • S7  •S8 • S9 • S10 • S11 • S12 • S13 • S14 • S15 • S16 • S17
- BLAST Premier – Spring Finals (2020: online, 2021: online, 2022: Lisabon), Fall Finals (2020: online, 2021: Kodaň, 2022: Kodaň),
- World Finals (2020: online, 2021: Kodaň, 2022: Abu Zabí
- IEM (2023) – Katowice, Rio, Dallas, Kolín n, Rýnem